# توم باري (لاعب كرة قاعدة)
توم باري (بالإنجليزية: Tom Barry)‏ هو لاعب كرة قاعدة أمريكي، ولد في 10 أبريل 1879 في سانت لويس في الولايات المتحدة، وتوفي بنفس المكان في 4 يونيو 1946.

## وصلات خارجية
- توم باري على موقعبيزبول رفرنس.كوم (الدوري الرئيسي) (الإنجليزية)
- توم باري على موقعبيزبول رفرنس.كوم (الدوري الثانوي) (الإنجليزية)
- توم باري على موقع مشجعي الرسوم البيانية (الإنجليزية)